# بودينغ عيد الميلاد

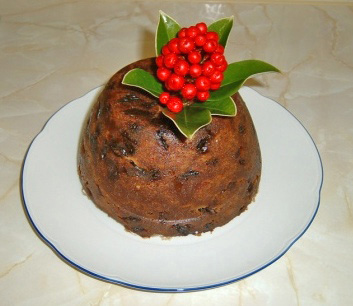
بودينغ عيد الميلاد بالشبام

بوذنج الميلاد أو بودنِغ عيد الميلاد هو نوع من أنواع البودنِغ الذي يقدم تقليديًا ضمن عشاء عيد الميلاد في بريطانيا، وأيرلندا، وعدد من البلدان الأخرى التي وصلها هذا التقليد من طريق المهاجرين البريطانيين والأيرلنديين. إذ تعود أصول هذا التقليد إلى إنجلترا في العصور الوسطى، يُعرف هذا البودنِغ أحيانًا باسم بودنِغ البرقوق أو «بود» فقط، رغم أن هذه التسمية قد تشير إلى أنواع أخرى من البودنِغ المغلي الحاوية على فواكه مجففة. رغم تسميته «بودنِغ البرقوق»، فإن البرقوق ليس من مكوناته، وهذا يعود إلى استخدام كلمة برقوق مصطلحًا للزبيب في العصر ما قبل الفيكتوري. نُسجت العديد من الأساطير عن البودنِغ، منها الفكرة الخاطئة التي تشير إلى أن البودنِغ يُصنع تقليديًا من ثلاثة عشر مكونًا، وترمز هذه المكونات للمسيح والرسل الاثني عشر، أو أنها اختُرعت من قبل جورج الأول ملك بريطانيا العظمى. تحوي الوصفات الأولية للبودنِغ على كميات أكثر بقليل من الشحم، والفواكه المجففة، والقرشلة (مسحوق كعك)، والطحين، والبيض، والتوابل، إضافةً إلى سوائل قد تكون حليبًا أو نبيذًا مُقوى، وأصبحت الوصفات التي تبعتها أكثر تفصيلًا.

## أساسيات
لدى العديد من الأسر وصفات خاصة بها لبودنِغ عيد الميلاد، بعضها تناقلته العائلة عبر الأجيال. تجمع الوصفة بنحو أساسي المكونات التقليدية التي كانت فيما سبق باهظة الثمن أو فاخرة وبصفة خاصة التوابل الحلوة لكونها أساسية في تكوين الرائحة المميزة، ويُصنع عادةً مع الشحم. إذ تكون ذات شكل داكن -قريب من السواد- ويعود هذا إلى السكريات الداكنة والعسل الأسود المضاف في أغلب الوصفات، وفترة الطهو الطويلة. يمكن ترطيب المزيج بإضافة عصير حمضيات، وبراندي وغيرها من الكحوليات (تتطلب بعض الوصفات إضافة بيرة داكنة مثل بيرة خفيفة، وبيرة قوية، وبورتر). كان بودنِغ عيد الميلاد في القرن التاسع عشر يُوضع في  قماش البودنِغ (قطعة قماش تستخدم لصنع البودنِغ بديلًا للجلد المصنوع من أمعاء الحيوانات) لِيغلي، وقُدِم غالبًا بشكل دائري. تضمن العصر الفيكتوري الجديد نمطًا آخر لصنع البودنِغ إذ يوضع الخليط في حوض ويبخر، يتبعها فك غلاف الخليط، ويُوضع على طبق مع تزيين الجزء العلوي منه بغصن من الإيلكس. تتضمن الخطوة الأولى من الطهي عادةً التبخير لعدة ساعات. افترضت أغلب وصفات ما قبل القرن العشرين أن البودنِغ يجب أن يُقدم مباشرةً بعد الطهي، ولكن في النصف الثاني من القرن العشرين، أصبح من الشائع إعادة تسخين البودنِغ عند تقديمه، فضلًا عن حدوث تغييرات بسيطة في الوصفات أعطت وقتًا إضافيًا بعد الطهي لكي يُصبح جاهزًا للتقديم. عند تقديم البودنِغ، يُعاد تسخينه بالبخار مرةً أخرى، ويُزين بالبراندي الدافئ ومن ثُم يُشعل بعدها (لا يشتعل البودنِغ ولكن البخار المصاحب للكحول). يُؤكل البودنِغ مع الصلصة الصلبة (عادةً مع براندي أو الروم الساخن)، والقشطة، وقشطة الليمون، والمثلجات، والكاسترد، أو صلصة البشاميل، ويُزين أحيانًا بالسكر الناعم. يمكن تحضير إحدى وصفات بودنِغ عيد الميلاد في فترة الكساد الكبير بدلًا من بودنِغ البرقوق التقليدي الذي يتطلب تجهيزه أسابيع، مع هذا فكلاهما يجب غَليه وتبخيره، نظرًا إلى قلة المواد المتاحة للعوائل الأكثر فقرًا، يُستخدم الشاي البارد في هذه الوصفة بدلًا من براندي ولا يُستخدم البيض في الخليط أيضًا، وتستهلك هذه الوصفة مجهودًا ووقتًا أقل من بودنِغ البرقوق.

## التاريخ

### الأساطير
هنالك أسطورة شعبية مفادها أن بودنِغ البرقوق المرتبط بعيد الميلاد يعود إلى تقليد في العصور الوسطى في إنجلترا إذ «يجب صنع البودنِغ في يوم الأحد الخامس والعشرين بعد الثالوث، وتُحضر الوصفة من ثلاثة عشر مكونًا لتُمثل المسيح والرسل الإثني عشر، وأن يحرك الخليط كل فرد من أفراد الأسرة من الشرق للغرب لتكريم الموغان ورحلتهم في ذلك الاتجاه». ومع ذلك، ظهرت وصفات بودنِغ البرقوق بنحو أساسي، إن لم يكن بالكامل، في القرن السابع عشر وما بعده. قدمت ماري كيتيلبي أُولى وصفات صنع بودنِغ البرقوق في كتابها «مجموعة تضم أكثر من ثلاثمائة إيصال في الطبخ والفيزياء والجراحة»، الذي كتبته عام 1714. هنالك أسطورة غير مثبتة على الإطلاق مفادها أنه في عام 1714 طلب جورج الأول ملك بريطانيا العظمى (يُعرف أحيانًا بملك البودنِغ) أن يُقدم بودنِغ البرقوق ضمن وليمته الملكية في أول عيد ميلاد له في إنجلترا.